# Los Angeles Chargers 2024
La stagione 2024 dei Los Angeles Chargers è stata la 54ª della franchigia nella National Football League, la 65ª complessiva e la prima con Jim Harbaugh come capo-allenatore.

## Scelte nel Draft 2024
| Scelte dei Chargers nel Draft 2024 |        |                   |       |            |                      |
| Giro                               | Scelta | Giocatore         | Ruolo | College    | Note                 |
| 1                                  | 5      | Joe Alt           | OT    | Notre Dame |                      |
| 2                                  | 34     | Ladd McConkey     | WR    | Georgia    | Da New England       |
| 3                                  | 69     | Junior Colson     | LB    | Michigan   |                      |
| 4                                  | 105    | Justin Eboigbe    | DT    | Alabama    |                      |
| 5                                  | 137    | Tarheeb Still     | CB    | Maryland   | Da New England       |
| 5                                  | 140    | Cam Hart          | CB    | Notre Dame |                      |
| 6                                  | 181    | Kimani Vidal      | RB    | Troy       |                      |
| 7                                  | 225    | Brenden Rice      | WR    | USC        |                      |
| 7                                  | 253    | Cornelius Johnson | WR    | Michigan   | Scelta compensatoria |

## Staff
| Staff dei Los Angeles Chargers |
| --- |
| Organi dirigenziali - Chairman/Proprietario/presidente – Dean Spanos - Vice chairman – Michael Spanos - Vice presidente esecutivo/COO/CFO – Jeanne Bonk - Amministratore delegato – A.G. Spanos - General manager – Joe Hortiz - Presidente delle operazioni del football – John Spanos - Vice presidente esecutivo dell'amministrazione del football – Ed McGuire - Direttore degli osservatori dei professionisti – Dennis Abraham - Senior director of pro personnel – Louis Clark - Direttore degli osservatori del college – Kevin Kelly Capo allenatore - Jim Harbaugh Altri allenatori - Direttore delle prestazioni sportive – Anthony Lomando - Preparatore atletico – Jonathan Brooks - Assistente p.a. – Lucius Jordan Allenatori dell'attacco - Coordinatore offensivo – Joe Lombardi - Gioco sui passaggi/quarterback – Shane Day - Running back – Derrick Foster - Wide receiver – Chris Beatty - Tight end – Kevin Koger - Offensive line – Brendan Nugent - Assistente offensive line – Shaun Sarrett - Specialista gioco sui passaggi – Tom Arth - Assistente attacco – Mike Hiestand - Controllo qualità attacco – Chandler Whitmer Allenatori della difesa - Coordinatore difensivo – Renaldo Hill - Linebacker – Michael Wilhoite - Gioco sulle corse/outside linebacker – Jay Rodgers - Secondary – Derrick Ansley - Assistente secondary – Tom Donatell - Assistente difesa – John Timu - Controllo qualità difesa – Isaac Shewmaker Allenatori dello special team - Coordinatore special team – Ryan Ficken - Assistente special team – Chris Gould |

## Roster
| Roster dei Los Angeles Chargers |
| --- |
| Quarterback - 8 Taylor Heinicke - 10 Justin Herbert - 2 Easton Stick Running Back - 27 J.K. Dobbins - 4 Gus Edwards - 28 Hassan Haskins - 30 Kimani Vidal Wide Receiver - 9 D.J. Chark - 12 Derius Davis - 87 Simi Fehoko - 1 Quentin Johnston - 15 Ladd McConkey - 5 Josh Palmer - 82 Brenden Rice Tight End - 81 Will Dissly - 88 Hayden Hurst - 84 Stone Smartt Offensive Linemen - 76 Joe Alt T - 75 Bradley Bozeman C - 64 Brenden Jaimes G - 77 Zion Johnson G - 71 Jordan McFadden G - 79 Trey Pipkins T - 68 Jamaree Salyer G - 73 Foster Sarell T - 70 Rashawn Slater T Defensive Linemen - 92 Justin Eboigbe DE - 95 Poona Ford NT - 56 Morgan Fox DE - 99 Scott Matlock DE - 93 Otito Ogbonnia NT - 90 Teair Tart NT Linebacker - 97 Joey Bosa OLB - 25 Junior Colson ILB - 48 Bud Dupree OLB - 43 Troy Dye ILB - 0 Daiyan Henley ILB - 52 Khalil Mack OLB - 6 Denzel Perryman ILB - 45 Tuli Tuipulotu OLB Defensive Back - 24 A.J. Finley FS - 7 Kristian Fulton CB - 32 Alohi Gilman FS - 20 Cam Hart CB - 3 Derwin James SS - 33 Deane Leonard CB - 22 Elijah Molden CB - 26 Asante Samuel Jr. CB - 29 Tarheeb Still CB - 36 Ja'Sir Taylor CB Special Team - 11 Cameron Dicker K - 47 Josh Harris LS - 16 J.K. Scott P Lista delle riserve - 53 Chris Collins OLB (IR) - 74 Tyler McLellan T (IR) - 31 Nick Niemann ILB (IR-DRF) - 94 Chris Rumph II OLB (IR) - 60 Bucky Williams C (IR) Squadra di allenamento - 61 Karsen Barnhart G - 41 Luke Benson TE - 98 Andrew Farmerl OLB - 44 Tucker Fisk TE - 35 Matt Hankins CB - 91 Christopher Hinton NT - 51 Jeremiah Jean-Baptiste ILB - 23 Tony Jefferson SS - 86 Cornelius Johnson WR - 39 Jaylen Johnson WR - 65 Alex Leatherwood T - 57 Tre'Mon Morris-Brash OLB - 62 Sam Mustipher C - 69 C.J. Okoye DE - 34 Jaret Patterson RB - 58 Shaquille Quarterman ILB - 83 Eric Tomlinson TE Roster aggiornato al 2 settembre 2024 53 attivi, 5 inattivi, 16 nella squadra di allenamento |
| Legenda - I rookie sono in corsivo. - Il primo ruolo è il principale mentre gli eventuali successivi indicano i ruoli secondari. - (IR) sta per Injured Reserve ed indica la lista ristretta per un solo giocatore infortunato che può tornare ad allenarsi dopo la settimana 6 e a rientrare in prima squadra dopo che questa ha giocato 8 partite. - (NF-Inj.) / (NF-Ill.) stanno rispettivamente per Non-Football Injured e Non-Football Illness ed indicano le liste dove viene inserito un giocatore che ha un infortunio o una malattia non dipendente dal football americano. - (PUP) sta per Physically Unable to Perform ed indica la lista dove viene inserito un giocatore mentre è in attesa di recuperare la condizione fisica. Nella stagione regolare dopo la sesta partita giocata dalla propria squadra, il giocatore ha tempo tre settimane per riprendere ad allenarsi, più tre settimane aggiuntive dal suo rientro agli allenamenti per rientrare in prima squadra. |

## Precampionato
Il 15 maggio 2023 furono resi noti gli avversari del precampionato.
| Precampionato |           |           |                    |           |        |              |                   |         |
| Settimana     | Data      | Ora (PT)  | Avversario         | Risultato | Record | Stadio       | TV                | Sintesi |
| 1             | 10 agosto | 4:05 p.m. | Seattle Seahawks   | S 3-16    | 0-1    | SoFi Stadium | LA/Estrella (CBS) | Sintesi |
| 2             | 17 agosto | 4:05 p.m. | @ Los Angeles Rams | S 9-13    | 0-2    | SoFi Stadium | LA/Estrella (CBS) | Sintesi |
| 3             | 24 agosto | 1:00 p.m. | @ Dallas Cowboys   | V 26-19   | 1-2    | AT&T Stadium | NFL Network       | Sintesi |

## Stagione regolare

### Calendario
Il 15 maggio 2024 fu reso noto il calendario per la stagione regolare. Data e orario della gara di settimana 18 furono definiti il 29 dicembre, subito dopo lo svolgimento del diciassettesimo turno.
| Stagione regolare |                    |                    |                          |                    |                    |                            |                    |                    |
| Settimana         | Data               | Ora (PT)           | Avversario               | Risultato          | Record             | Stadio                     | TV                 | Sintesi            |
| 1                 | 8 settembre        | 1:05 p.m.          | Las Vegas Raiders        | V 22-10            | 1-0                | SoFi Stadium               | CBS                | Sintesi            |
| 2                 | 15 settembre       | 10:00 a.m.         | @ Carolina Panthers      | V 26-3             | 2-0                | Bank of America Stadium    | CBS                | Sintesi            |
| 3                 | 22 settembre       | 10:00 a.m.         | @ Pittsburgh Steelers    | S 10-20            | 2-1                | Acrisure Stadium           | CBS                | Sintesi            |
| 4                 | 29 settembre       | 1:25 p.m.          | Kansas City Chiefs       | S 10-17            | 2-2                | SoFi Stadium               | CBS                | Sintesi            |
| 5                 | Settimana di pausa | Settimana di pausa | Settimana di pausa       | Settimana di pausa | Settimana di pausa | Settimana di pausa         | Settimana di pausa | Settimana di pausa |
| 6                 | 13 ottobre         | 1:05 p.m.          | @ Denver Broncos         | V 23-16            | 3-2                | Empower Field at Mile High | CBS                | Sintesi            |
| 7                 | 22 ottobre         | 6:00 p.m.          | @ Arizona Cardinals (M)  | S 15-17            | 3-3                | State Farm Stadium         | ESPN+              | Sintesi            |
| 8                 | 27 ottobre         | 1:05 p.m.          | New Orleans Saints       | V 26-8             | 4-3                | SoFi Stadium               | Fox                | Sintesi            |
| 9                 | 3 novembre         | 10:00 a.m.         | @ Cleveland Browns       | V 27-10            | 5-3                | Huntington Bank Field      | CBS                | Sintesi            |
| 10                | 10 novembre        | 1:05 p.m.          | Tennessee Titans         | V 27-17            | 6-3                | SoFi Stadium               | Fox                | Sintesi            |
| 11                | 17 novembre        | 5:20 p.m.          | Cincinnati Bengals (S)   | V 34-27            | 7-3                | SoFi Stadium               | NBC                | Sintesi            |
| 12                | 26 novembre        | 5:15 p.m.          | Baltimore Ravens (M)     | S 23-30            | 7-4                | SoFi Stadium               | ESPN               | Sintesi            |
| 13                | 1º dicembre        | 10:00 a.m.         | @ Atlanta Falcons        | V 17-13            | 8-4                | Mercedes-Benz Stadium      | CBS                | Sintesi            |
| 14                | 8 dicembre         | 5:20 p.m.          | @ Kansas City Chiefs (S) | S 17-19            | 8-5                | Arrowhead Stadium          | NBC                | Sintesi            |
| 15                | 15 dicembre        | 1:25 p.m.          | Tampa Bay Buccaneers     | S 17-40            | 8-6                | SoFi Stadium               | Fox                | Sintesi            |
| 16                | 19 dicembre        | 5:15 p.m.          | Denver Broncos (T)       | V 34-27            | 9-6                | SoFi Stadium               | Prime Video        | Sintesi            |
| 17                | 28 dicembre        | 10:00 a.m.         | @ New England Patriots   | V 40-7             | 10-6               | Gillette Stadium           | NFL Network        | Sintesi            |
| 18                | 5 gennaio          | 1:25 p.m.          | @ Las Vegas Raiders      | V 34-20            | 11-6               | Allegiant Stadium          | CBS                | Sintesi            |

Note:
- Gli avversari della propria division sono in grassetto.
- Il simbolo "@" indica una partita giocata in trasferta.
- (M) indica il Monday Night Football, (T) il Thursday Night Football e (S) il Sunday Night Football.

## Play-off
Al termine della stagione regolare i Chargers arrivarono secondi nella AFC West con un record di 10 vittorie e 7 sconfitte, qualificandosi ai play-off come testa di serie (seed) numero 5. Uscirono nel turno delle Wild card sconfitti da Houston.
| Play-off  |            |           |                      |           |        |             |     |         |
| Turno     | Data       | Ora (PT)  | Avversario (seed)    | Risultato | Record | Stadio      | TV  | Sintesi |
| Wild Card | 11 gennaio | 1:30 p.m. | @ Houston Texans (4) | S 12-32   | 0-1    | NRG Stadium | CBS | Sintesi |

Note:
- Il simbolo "@" indica una partita giocata in trasferta.

## Premi

### Premi settimanali e mensili
- Tarheeb Still:

difensore della AFC della settimana 13
- Cameron Dicker:

giocatore degli special team della AFC della settimana 17
giocatore degli special team della AFC della settimana 18
- Derwin James:

difensore della AFC del mese di dicembre/gennaio